# Grandjean, Charente-Maritime
Grandjean là một xã trong tỉnh Charente-Maritime trong vùng Nouvelle-Aquitaine tây nam nước Pháp. Xã này nằm ở khu vực có độ cao trung bình 10 mét trên mực nước biển.

## Dân số
| Năm  | Dân số | Mật độ |
| ---- | ------ | ------ |
| 1962 | 234    | -      |
| 1968 | 267    | -      |
| 1975 | 240    | -      |
| 1982 | 211    | -      |
| 1990 | 224    | -      |
| 1999 | 232    | 38/km² |